# José Alfonso Moure Romanillo
José Alfonso Moure Romanillo   (Santander, 1949 - Santander, 14 de maig de 2023) fou un historiador, arqueòleg, escriptor i catedràtic de Prehistòria.

## Biografia professional
Es va llicenciar en Filosofia i Lletres per la universitat de Valladolid, va obtenir la càtedra de prehistòria i es va traslladar el 1983 a la Universitat de Cantàbria on va ocupar el càrrec de Degà i Vicerector. Ha format part al llarg de la seva carrera professional de diversos centres i comissions com el Patronat de Museu i Centre Nacional d'Investigació d'Altamira, la Junta de Qualificació Avaluació i Exportació de Béns del Patrimoni Històric Espanyol, Junta Superior de Museus i Comissió Tècnica de Patrimoni Arqueològic i Art Rupestre de Cantàbria, membre de l'Institut Arqueològic Alemany. Va ser director del Museu Arqueològic Nacional d'Espanya a Madrid del 28 de gener de 1987 al 30 de setembre de 1988.
Va portar a terme el càrrec de direcció en les excavacions arqueològiques de Tito Bustillo (Ribadesella, Asturies), la Fuente del Salín (Val de San Vicente, Cantàbria) y la Ermita (Hortigüela, Burgos).

## Obres
- Escritos sobre historiografía y patrimonio arqueológico amb Lourdes Ortega Mateos, María Angeles Querol Fernández. Santander : Universidad de Cantabria, D.L. 2006. ISBN 84-8102-999-8
- El origen del hombre Madrid : Información e Historia, 1999. ISBN 84-7679-127-5
- Arqueología del arte prehistórico en la Península Ibérica Síntesis, 1999. ISBN 84-7738-679-X
- De la montaña a Cantabria : la contrucción de una Comunidad Autónoma coord. per Manuel Suárez Cortina Universidad de Cantabria, 1995. ISBN 84-8102-112-1
- La Cueva de Tito Bustillo: el arte y los cazadores del paleolítico Trea, 1992. ISBN 84-87733-08-5
- La expansión de los cazadores amb Manuel Ramón González Morales Síntesis, 1992. ISBN 84-7738-147-X
- Las Cuevas de Ramales de la Victoria (Cantabria): arte rupestre paleolítico en las cuevas de Covalanas y la Haza amb César González Sainz i Manuel Ramón González Morales. Universidad de Cantabria, 1991. ISBN 84-87412-42-4
- Placas grabadas de la cueva de Tito Bustillo Valladolid : Universidad, Departamento de Prehistoria y Arqueología, 1982. ISBN 84-600-2751-1
- Las pinturas y grabados de la cueva de Tito Bustillo: significado cronológico de las representaciones de animales. Valladolid : Universidad, Departamento de Prehistoria y Arqueología, 1980. ISBN 84-600-1573-4
- Excavaciones en la cueva de "Tito Bustillo" (Asturias): trabajos de 1975 amb Mercedes Cano Herrera. Oviedo : Diputación Provincial, Instituto de Estudios Asturianos del Patronato José Mª Quadrado [C.S.I.C., 1976. ISBN 84-203-1235-5